# 卢赤松
卢赤松（569年—625年7月30日），字子房，幽州范阳郡涿县（今河北省涿州市）人，出自范阳卢氏北祖大房，隋朝、唐朝官员。

## 生平
卢赤松在隋朝历任河南王杨昭府掾、渭水县北海县县令、南乡县县长，大业末年担任河东县县长。卢赤松与李渊过去是老朋友，大业十三年（617年）八月，卢赤松听说李渊晋阳起兵抵达霍邑县，就放弃河东县前去迎接李渊，李渊任命卢赤松为行台兵部郎中。唐朝武德年间，卢赤松累次升迁至上仪同、太子舍人、上开府，封固安县开国公，又升任太子率更令、柱国，封范阳郡开国公。武德八年六月廿一日（625年7月30日），卢赤松在京城长安去世，虚岁五十七，貞觀廿三年十月十四日（649年11月23日）归葬于洛阳邙山南都城东北十三里。其墓志全名《大唐太子率更令柱国范阳郡开国公卢公墓志》。

## 家族

### 十四世祖
- 卢植，东汉尚书、北中郎将[1]

### 祖父
- 卢道亮，北魏隐士[1]

### 父亲
- 卢思道，隋朝武阳郡太守、散骑常侍[1]

### 夫人
- 兰陵萧氏，南梁鄱阳王萧恢曾孙女，贞观十八年十月七日（644年11月11日）于长安去世，虚岁七十二，附葬于卢赤松之坟[1]

### 子女
- 卢承庆，度支尚书、参知政事、同中书门下三品、金紫光禄大夫、范阳定公
- 卢承思
- 卢承悌
- 卢承基，使持节、郢州诸军事、郢州刺史
- 卢承业，银青光禄大夫、代理扬州大都督府长史、魏县简子
- 卢承泰，齐州长史
- 卢承礼，湖州司马
- 卢承福，益州大都督府司马
- 卢承恩，宋州刺史